# Blow by Blow
Blow by Blow es el primer álbum de estudio del guitarrista británico Jeff Beck, publicado por Epic Records en 1975. Este álbum instrumental alcanzó la posición No. 4 en la lista Billboard 200 y logró la certificación de disco de platino por la RIAA.

## Lista de canciones
| Lado A |                        |          |  |
| N.º    | Título                 | Duración |  |
| 1.     | «You Know What I Mean» | 4:05     |  |
| 2.     | «She's a Woman»        | 4:31     |  |
| 3.     | «Constipated Duck»     | 2:48     |  |
| 4.     | «Air Blower»           | 5:10     |  |
| 5.     | «Scatterbrain»         | 5:40     |  |

| Lado B |                                                                                |          |  |
| N.º    | Título                                                                         | Duración |  |
| 1.     | «Cause We've Ended as Lovers» (dedicated to Roy Buchanan and thanks to Stevie) | 5:42     |  |
| 2.     | «Thelonius»                                                                    | 3:16     |  |
| 3.     | «Freeway Jam»                                                                  | 4:58     |  |
| 4.     | «Diamond Dust»                                                                 | 8:26     |  |

## Créditos
- Jeff Beck – guitarra
- Max Middleton – teclados
- Phil Chen – bajo
- Richard Bailey – batería
- Ed Greene – percusión